# Lintulampi
Lintulampi (français : étang aux oiseaux) est un quartier de la ville de Tampere en Finlande.

## Présentation
Lintulampi est situé à environ six kilomètres et demi du centre de Tampere. 
Lintulampi est bordé à l'ouest par Ryydynpohja, à l'est par Lielahti et Niemi, au sud par Lielahti et au nord par Pohtola.  
Au 31 décembre 2014, Lintulampi comptait 2 383 habitants. 
Dans le quartier de Lintulampi, il y a un petit étang éponyme, presque asséché. 
Il y a une ferme appelée Lintulampi sur la rive de l'étang. 